# The French Doll
Pour plus de détails, voir Fiche technique et Distribution.
The French Doll est un film muet américain réalisé par Robert Z. Leonard, sorti en 1923.

## Synopsis
Georgine Mazulier est la fille d'un marchand d'antiquités, que son père utilise parfois pur faire acheter de fausses antiquités à de riches clients. Après être arrivés aux États-Unis, les parents Mazulier cherchent à marier Georgine à Wellington Wick, un magnat du poisson. Wick et Georgine finiront par tomber réellement amoureux l'un de l'autre.

## Fiche technique
- Titre original : The French Doll
- Réalisation : Robert Z. Leonard
- Scénario : Frances Marion, d'après la pièce de Paul Armont et Marcel Gerbidon
- Intertitres : Alfred A. Cohn
- Photographie : Oliver T. Marsh
- Production : Robert Z. Leonard
- Société de production : Tiffany Productions
- Société de distribution : Metro Pictures
- Pays de production :  États-Unis
- Langue originale : anglais
- Format : Noir et blanc  — 35 mm — 1,33:1 — Film muet
- Genre : Comédie dramatique
- Durée : 70 minutes
- Dates de sortie : États-Unis : 3 septembre 1923

## Distribution
- Mae Murray : Georgine Mazulier
- Orville Caldwell : Wellington Wick
- Rod La Rocque : Pedro Carrova
- Rose Dione : Mme Mazuloier
- Paul Cazeneuve : M. Mazulier
- Willard Louis : Joseph Dumas
- Bernard Randall : Snyder
- Lucien Littlefield : Dobbs